# The Bachelors (film)
The Bachelors is een Amerikaanse film uit 2017, geregisseerd en geschreven door Kurt Voelker.

## Verhaal
Bill besluit, nadat hij zijn vrouw aan kanker heeft verloren, met zijn zoon Wes naar een andere stad te verhuizen, omdat hij een baan krijgt als wiskundeleraar op een privéschool, waar zijn zoon ook naar toe zal gaan. Beiden zullen hun verdriet verwerken via een liefdevolle relatie. Bill ontmoet Carine, de leraar Frans van zijn zoon, die besluit dat hij de studiepartner van Lacy wordt. Beiden zullen beseffen dat de liefde die ze voor elkaar voelen onvermijdelijk is, maar om een relatie tot stand te brengen, moeten ze hun eigen interne conflicten overwinnen.

## Rolverdeling
| Acteur           | Personage        |
| ---------------- | ---------------- |
| J.K. Simmons     | Bill Palet       |
| Julie Delpy      | Carine Roussel   |
| Josh Wiggins     | Wes Palet        |
| Odeya Rush       | Lacy Westman     |
| Jae Head         | Gober Ponder     |
| Tom Amandes      | David Wilkes     |
| Kevin Dunn       | Paul Abernac     |
| Harold Perrineau | Bill's raadgever |

## Release
De film ging in première op 20 juni 2017 op het Filmfestival van Los Angeles. De film werd in de Amerikaanse bioscoop uitgebracht op 20 oktober 2017 door Freestyle Releasing.

## Ontvangst
Op Rotten Tomatoes heeft The Bachelors een waarde van 80% en een gemiddelde score van 6,30/10, gebaseerd op 20 recensies. Op Metacritic heeft de film een gemiddelde score van 54/100, gebaseerd op 4 recensies.